# دیوید پییچیچ
دیوید پییچیچ (انگلیسی: David Pejičić؛ زادهٔ ۱۴ ژوئن ۲۰۰۷) بازیکن فوتبال اهل اسلوونی است که در حال حاضر برای باشگاه فوتبال اودینزه بازی می‌کند.
وی همچنین در تیم‌های ملی فوتبال زیر ۱۷ سال اسلوونی بازی کرده است.

## دوران باشگاهی
پییچیچ اولین قرارداد حرفه‌ای خود را در ژوئیه ۲۰۲۳ با اودینزه امضا کرد که این قرارداد تا ژوئن ۲۰۲۶ اعتبار دارد.
او در ۱ نوامبر ۲۰۲۳ در یک بازی کوپا ایتالیا در خانه مقابل کالیاری به عنوان بازیکن تعویضی به‌جای اتین کامارا در شکست ۲–۱ به میدان رفت و مربی اودینزه گابریل سیوفی دربارهٔ بلوغ عملکرد او اظهار داشت که «او (پییچیچ) تنها ۱۶ سال دارد، اما مانند یک بازیکن ۳۰ ساله بازی کرد».